# 劉敏 (元)
劉 敏（りゅう びん、生没年不詳）は、最初期のモンゴル帝国に仕えた漢人の一人。主に第2代皇帝オゴデイ・カアンと第3代皇帝グユク・カンの治世にヒタイ（華北）方面の統治に活躍したが、その後オゴデイ家が没落すると劉敏も政治の中枢から退いた。

## 略歴
劉敏は宣徳県青魯里の人であった。1214年（甲戌）にモンゴルの金朝侵攻が始まり、チンギス・カン率いる本軍が山西地方に進出した時、劉敏は僅か12歳であった。劉敏は父母に従って徳興の山に逃れたが、モンゴル兵が至ると父母は劉敏を残して去り、これを憐れんだモンゴルの大将によって拾われ養育されたという。ある日、チンギス・カンが諸将を集めて行営（オルド）で宴を開いた際、チンギス・カンは養父に連れられてきた劉敏の容貌を見て気に入り、自らのケシクテイ（宿衛） に入れた。そこで劉敏はモンゴル語を学び、更に2年のうちには諸国語に通達したため、チンギス・カンはこれを嘉してウチュゲン（玉出干）の称号を授け、奉御としたという。また、チンギス・カンの中央アジア遠征が始まった際にもこれに同行している。
1223年（癸未）、安撫使の地位を授かり、燕京路の徴税・漕運・塩場・僧道・司天を担い、中央アジアから連れ帰った工匠1千人余りと山東・山西で徴収した兵を合わせた軍団を立て燕京に駐屯した。更に二つの総管府を立てて劉敏の従子2人を府長とした。この頃、契丹人で弓矢を持って人民から掠奪を行う者たちの首魁を処刑して晒す、豪民が良民を奴隷とするのをやめさせるなどの功績を残している。
1229年（己丑）、オゴデイ・カアンが即位すると行宮の幄殿を改造した。1235年（乙未）、新首都のカラコルムとその中心である万安宮が建設されると、宮闈司局が設立され、ジャムチ（駅伝）の管理などを行った。1241年（辛丑）春、行尚書省の地位を授かり、中央アジア方面から帰還したヤラワチとともに漢民（ヒタイ）の統治を担うことになった。しかし、1246年（丙午）にオゴデイ・カアンが死去すると国政を掌握したドレゲネとヤラワチが対立し、その一環として劉敏はヤラワチの配下に流言でもって誣告を受けた。中書左丞相粘合重山・奉御李簡らの調査によって劉敏の無実が証明されるとヤラワチは失脚し、代わってヒタイ地方の統治には劉敏とアブドゥッラフマーンが担うことになった。
1251年（辛亥）6月にモンケ・カアンが即位すると召し出され、ヤラワチとともに政治を任された。1254年（甲寅）、劉敏は自らの息子の劉世亨を自らの代わりとすることを申し出、モンケはこれを許して劉世亨に銀章・金虎符を授け、タタルタイというモンゴル名を与えた。ただし、モンケは即位直後に自らと対立したオゴデイ家に属する者達を多数処刑しており、劉敏の引退もモンケの処罰を逃れるための自発的なものであったとする説がある。モンケ・カアンの南宋親征が始まり、陝西地方まで至ると、劉敏は病の身をおしてモンケ・カアンに謁見した。劉敏はモンケに南宋親征の困難さを説いてこれをやめさせようとしたが、モンケは劉敏の意見を採り上げなかったため、劉敏は諦めて隠居生活に戻ったという。その後、モンケが遠征先で急死し弟のクビライが即位すると入見したが、それから程なくして燕京にて4月に59歳で亡くなった。